# Academia Chacras de Coria Fútbol
La Academia Chacras de Coria Fútbol es un club deportivo de la ciudad de Luján de Cuyo, de la Mendoza, Argentina, siendo su disciplina más destacada el fútbol profesional. Actualmente milita en la Liga Mendocina de Fútbol.
Su clásico rival es el Luján Sport Club.

## Historia
El club Academia Chacras de Coria Fútbol fue fundado el 20 de marzo de 1921, por iniciativa de un grupo de vecinos que vieron la necesidad de crear una institución social y deportiva para Chacras. Las entidades se crean para responder a una necesidad, éste club respondía a una razón social.
su clásico es Luján Sport Club.

## Fusión
- Club Atlético Mendoza

En 1996 Chacras de Coria logró un acuerdo con el Club Deportivo Godoy Cruz Antonio Tomba, participante de la Primera B Nacional, para lograr una fusión temporal entre ambos clubes; se denominó Club Atlético Mendoza o simplemente Godoy Cruz - Chacras, el motivo de éste acuerdo fue por cuestiones económicas. La fusión llegó a terminar un año más tarde. Desde la existencia de Atlético Mendoza, se utilizó la vestimenta tradicional de Godoy Cruz, con la diferencia que en la camiseta figuraba los escudos de ambos clubes.
- Asociación Atlética Luján de Cuyo

El 4 de julio de 2000 Chacras de Coria se fusiona a Luján Sport Club y Mayor Drummond, tres equipos mendocinos del mismo departamento; dando como resultado la Asociación Atlética Luján de Cuyo (AALC). Su estadio, el "Jardín del Bajo" se encuentra en las calles Av. San Martín y Lamadrid del departamento de Luján de Cuyo. Su camiseta es de color violeta. 
Antes del comienzo de la temporada 2007/2008 Chacras de Coria intenta dar un paso al costado de la Asociación, pero todo esto fracasó debido a que la AFA no reconoce a Chacras de Coria como equipo sino que reconoce a la Luján de Cuyo como el equipo dueño de la plaza en el Torneo Argentino A.

## Títulos obtenidos

### Nacionales
- Torneo Argentino B: 1999/2000

### Domésticos
- Liga Mendocina de Fútbol:

- 1995
- 1998-1999
- 1999-2000
- 2011 (LIGA B)[1]

En su haber, consiguió el Torneo Argentino B título nacional, ya poseía dos consagraciones a nivel local cuando ganó tres títulos consecutivos de torneos cortos Liga Mendocina de Fútbol, en la temporada 1998-1999 y 1999-2000, año futbolístico éste que quedó inconcluso porque nunca se jugó el segundo certamen, el del 2000. Fue cuando se reestructuró y los torneos locales comenzaron a coincidir con el año calendario. 
La última vez que Chacras de Coria jugó un partido de un torneo federal fue el 2 de julio de 2000. 
En aquel entonces, el Millonario –como se había apodado al equipo de la Panamericana por su poderío económico y futbolístico– caía en Bahía Blanca ante Liniers por 3 a 2 por la última fecha (6ª) de la quinta fase del Torneo Argentino B. Ya había logrado el ascenso al Argentino A una semana antes, al vencer a Tigre de Misiones en casa. 
Sumó 13 puntos y su rival en la última jornada también se clasificó. 
La única participación federal de Chacras fue justamente esa, con un andar brillante de la mano de Raúl Tamagnone como DT, logrando el campeonato.
Antes, Chacras tenía dos subcampeonatos: 1996 (el campeón fue Atlético Argentino) y 1997-1998 (Gimnasia y Esgrima). 
Su escalera ascendente que terminó en el Argentino A comenzó con el campeonato logrado en 1995 de la Primera B de la Liga Mendocina. Ese año salió campeón invicto, ganando 17 partidos consecutivos y sin goles en contra.

## Plantel
- Actualizado el 29 de Marzo de 2022

Actualizado el 29 de Marzo de 2022
- Coordinador deportivo: M

Lucas Dellabarba, Hugo Bindelli, Lautaro Rodríguez, Santiago Voltan, Leguizamón, Constanzo, Giordani García, Ortiz, Catalramo, Alverenga, Fernández, Enriz, L. Martínez,

## Video en YouTube
http://www.youtube.com/watch?v=77zLQA-WAOg